# Australisk fikonfågel
Australisk fikonfågel (Sphecotheres vieilloti) är en fågel i familjen gyllingar inom ordningen tättingar.

## Utseende och läte
Australisk fikonfågel är en medelstor tätting med kraftig näbb och bar hud runt ögat. Hanen är olivgrön ovan, gul under (vissa med grå strupe), rött runt ögat, svart hjässa och svart stjärt. Honan har istället mer olivbrun ovansida, ljus undersida med tunna streck, grått kring ögat och olivbrun stjärt. Hona grönryggig gylling har längre näbb, rött öga och grönare rygg. Bland lätena hörs flöjtande visslingar och poppande gnisslande ljud.

## Utbredning och systematik
Australisk fikonfågel delas in i fem underarter med följande utbredning:
- Sphecotheres vieilloti cucullatus – Kaiöarna
- Sphecotheres vieilloti salvadorii – kustnära sydöstra Nya Guinea
- Sphecotheres vieilloti ashbyi - förekommer i norra Australien (nordöstra Western Australia och norra Northern Territory)
- Sphecotheres vieilloti flaviventris – förekommer i norra Queensland (Kap Yorkhalvön och söderut till Cairns)
- Sphecotheres vieilloti vieilloti - östra Australien (östcentrala Queensland och östra New South Wales

## Levnadssätt
Australisk fikonfågel är vanlig kring fruktbärande träd och i parker och trädgårdar. Den ses ofta i ljudliga flockar.

## Status
Arten har ett stort utbredningsområde och beståndet anses stabilt. Internationella naturvårdsunionen IUCN listar den därför som livskraftig (LC).

## Bilder

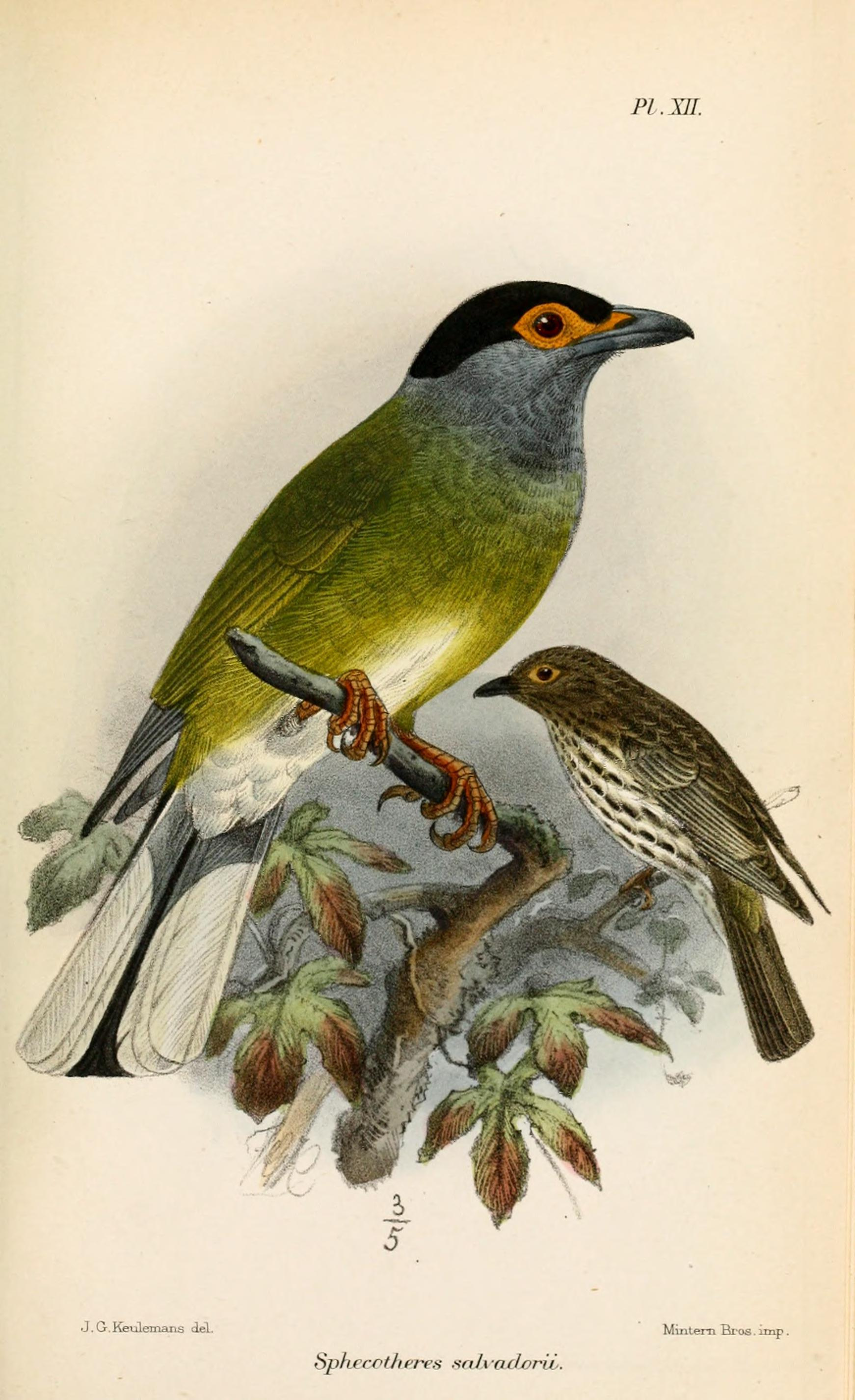
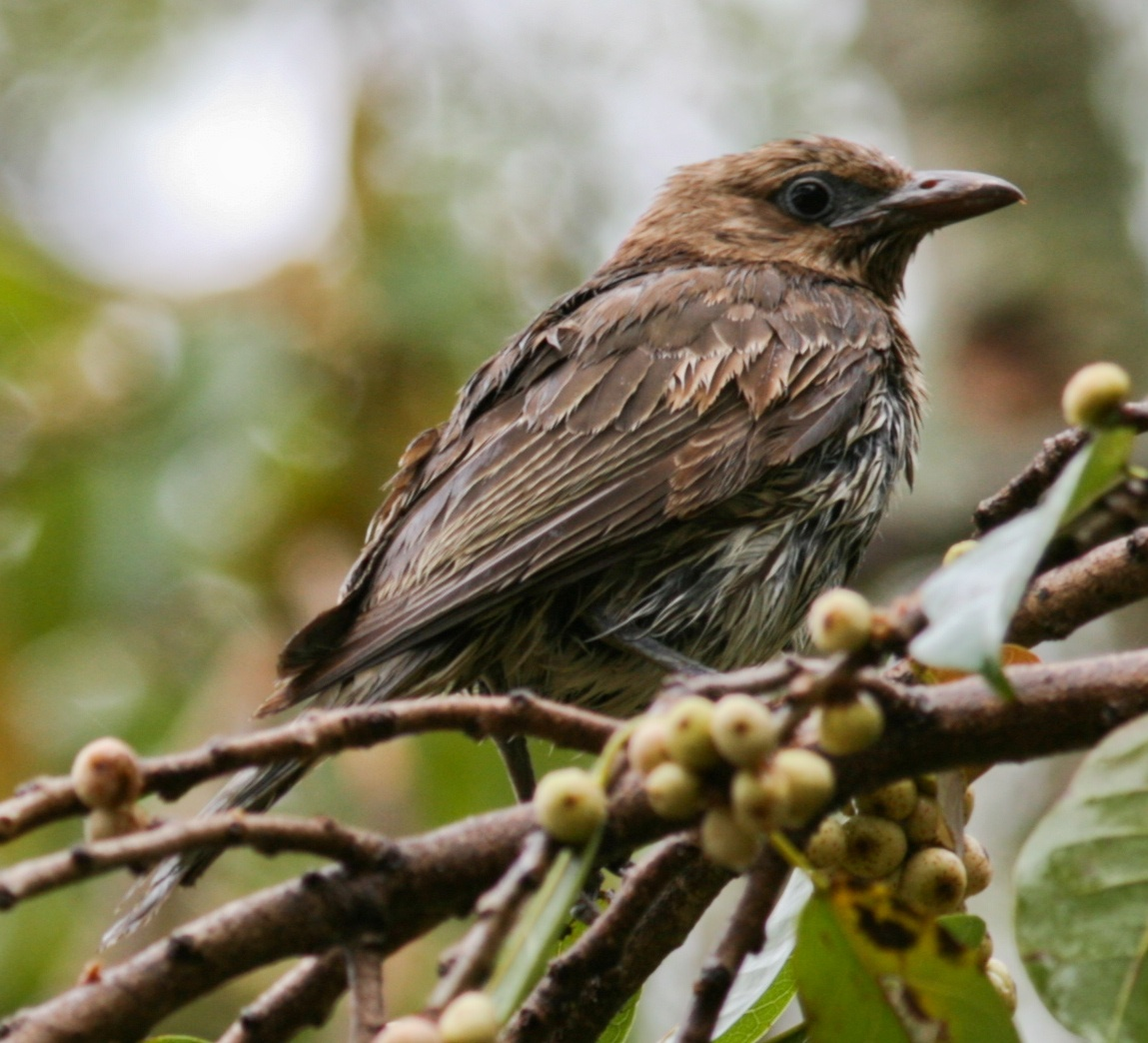
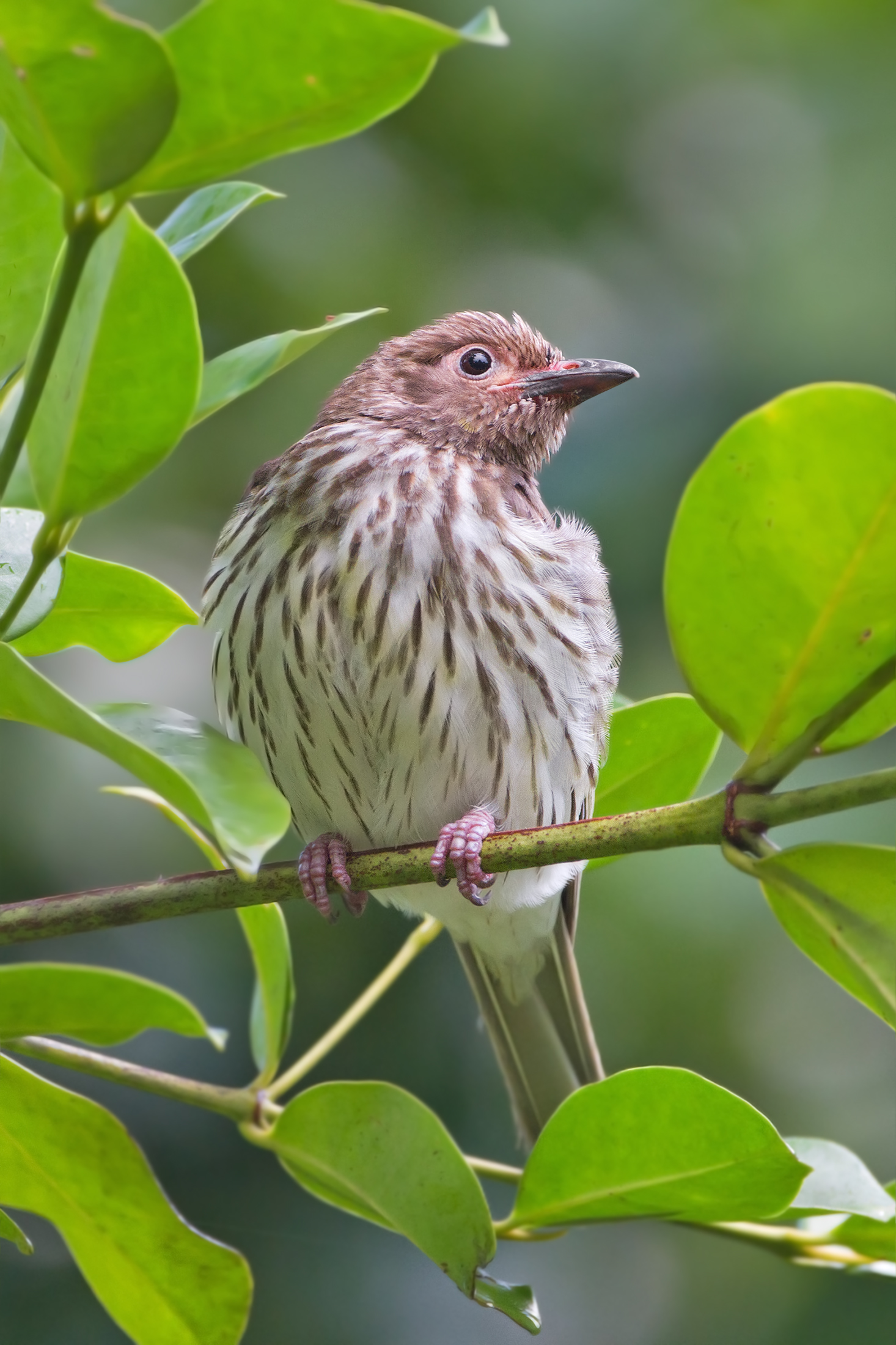
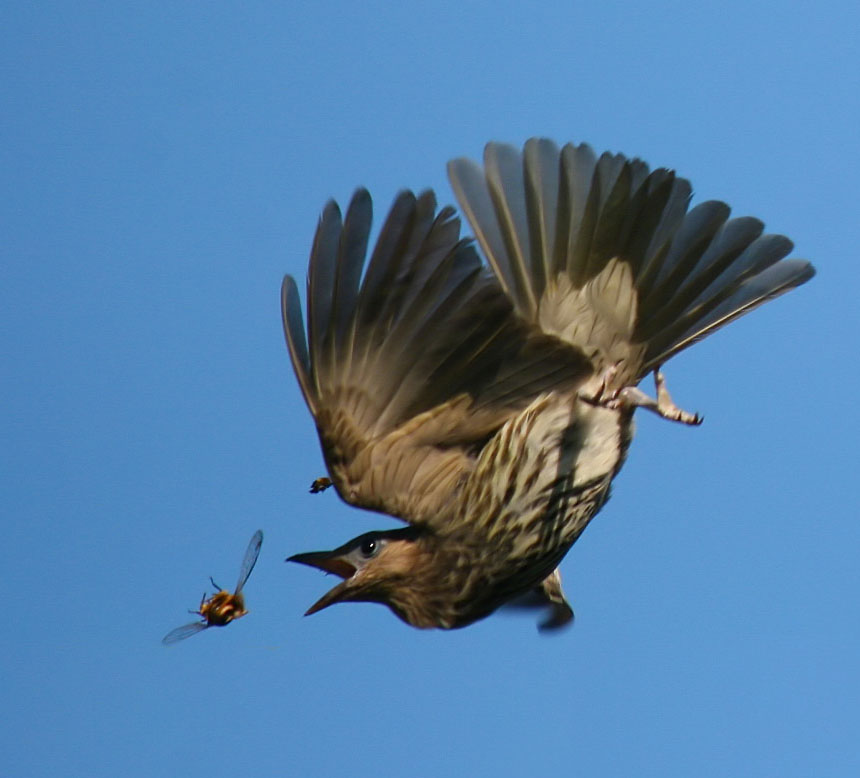
Hona som jagar en flygande skalbagge